# محرونة

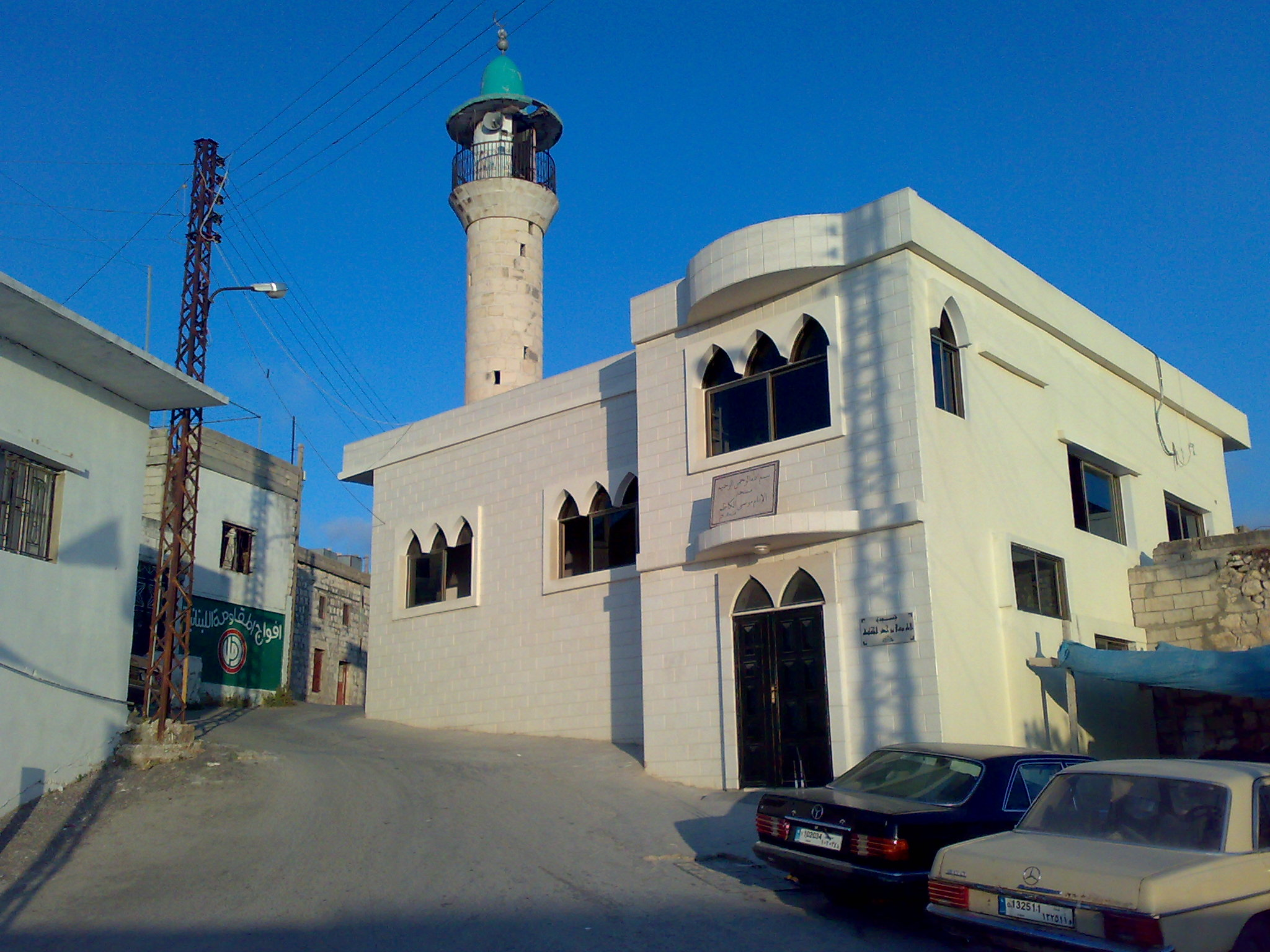
مسجد بلدة محرونة

محرونة، وتكتب أيضاً محرونا، هي بلدة زراعية صغيرة في جنوب لبنان، قضاء صور، محافظة الجنوب.

## جغرافيتها
تبعد بلدة محرونة عن العاصمة بيروت حوالي 100 كيلومتر، وتقع جنوب شرق مدينة صور وتبعد عنها 18 كيلومترا. ترتفع البلدة 400 متر عن سطح البحر ويبلغ عدد سكانها حوالي 4000 نسمة. هذا العدد يرتفع إلى حوالي 5000 نسمة في فصل الصيف وأيام العطل الرسمية، في إحصاء أولي حسب إفادة أحد أعضاء البلدة.[هل المصدر موثوق به؟]

## معالمها
وتشتهر محرونة بشكل خاص بتلة حرج السنديان التي تقع في الناحية الشرقية للبلدة، وهي تشكل غابة صغيرة من أشجار السنديان، وتعتبر حديقة عامة لسكان البلدة. يوجد على قمة هذه التلة أثار قديمة، وهي عبارة عن عدة أحجار كبيرة مربعة الشكل، مرصوفة فوق بعضها، وتشكل جزأً من زاوية جدار لبناء يبدو أنه كان صلبا وقوي. يعتقد سكان القرية أنه بقايا قلعة أو معقل حراسة تاريخي. ويوجد أيضا على الجهة الغربية من قمة التلة بئر أثرية عميقة حفرت في الصخر.
كانت التلة عرضة لعدة غارات وقصف من قبل الطائرات الحربية لاسرائيلية منذ العام 1970. نتيجة لهذا القصف المتكرر احترق الكثير من أشجار السنديان في عدة أنحاء من التلة وخصوصاً في عدوان تموز 2006.

## سكانها
سكان البلدة هم من المسلمين ولكن يوجد أقليات من المسيحيين. معظم سكان بلدة محرونة هم أقارب أو ذوو أنساب فيما بينهم.

## البلدية
منذ عام 2004 أصبح لبلدة محرونة مجلس بلدي برئاسة رئيس منتخب وثمانية أعضاء للمجلس لمدة ست سنوات والتي أنيط إليها إدارة الخدمات المطلوبة للبلدة بشكل مستقل. لكن كغيرها من البلديات تبقى تحت سيطرة الحكومة المركزية.
أهم المشاريع التي انجزتها البلدية: مشروع تعبيد الطرقات وتوسيعها، تنظيم تدفق مياه الشفة إلى بيوت الاهالي بالتساوي وذلك عبر وضع عيارات للمياه بالتعاون مع وزارة الطاقة والمياه، وحفر بئر ارتوازي الذي سيؤمن المياه لاهالي البلدة بعد استكماله بشكل نهائي.

## صور من البلدة
| - منزل قديم في القرية - منظر عام - تلة حرج السنديان |

## أعلام
- هيفاء وهبي